# الأرقام القياسية في الألعاب الأولمبية الصيفية 2016
27 رقما عالميا و 91 رقم أولمبي  سجل في مختلف المناسبات في دورة الألعاب الاولمبية الصيفية 2016 في ريو دي جانيرو.

## الارقام الأولمبية والعالمية وفقا لكل رياضة

### النبالة
| الحدث         | جولة         | اسم        | الدولة         | نقاط | تاريخ        | سجل       |
| ------------- | ------------ | ---------- | -------------- | ---- | ------------ | --------- |
| فردي - الرجال | جولة الترتيب | كيم وو-جين | كوريا الجنوبية | 700  | 5 آب / أغسطس | رقم عالمي |

### ألعاب القوى
| الفعالية                | الجولة  | اسم                 | الدولة           | الوقت (المسافة) | تاريخ | سجل        |
| ----------------------- | ------- | ------------------- | ---------------- | --------------- | ----- | ---------- |
| 10,000 متر - سيدات      | النهائي | ألماز أيانا         | إثيوبيا          | 29:17.45        | 12 آب | رقم عالمي  |
| 400 متر - الرجال        | النهائي | وايد فان نيكيرك     | جنوب إفريقيا     | 43.03           | 14 آب | رقم عالمي  |
| رمي المطرقة - سيدات     | النهائي | أنيتا ولدريزتش      | بولندا           | 82.29 متر       | 15 آب | رقم عالمي  |
| القفز بالزانة - الرجال  | النهائي | تياغو براس دا سيلفا | البرازيل         | 6.03 متر        | 15 آب | رقم أولمبي |
| 3000 متر الموانع - رجال | النهائي | كونسيسلوس كيبروتو   | كينيا            | 8:03.28         | 16 آب | رقم أولمبي |
| دفع الجلة - الرجال      | النهائي | ريان كروسر          | الولايات المتحدة | 22.52 متر       | 18 آب | رقم أولمبي |
| العشاري - الرجال        | النهائي | أشتون إيتون         | الولايات المتحدة | 8893 نقطة       | 18 آب | رقم أولمبي |
| 5,000 متر - سيدات       | النهائي | فيفيان شيريوت       | كينيا            | 14:26.17        | 20 آب | رقم أولمبي |

### الكانوي
| الحدث                                | جولة    | اسم            | الدولة    | الوقت  | تاريخ         | سجل        |
| ------------------------------------ | ------- | -------------- | --------- | ------ | ------------- | ---------- |
| قوارب الكاياك 200 متر فردي - السيدات | النهائي | ليزا كارينغتون | نيوزيلندا | 39.864 | 15 آب / أغسطس | رقم أولمبي |
| قوارب الكاياك 200 متر فردي - الرجال  | النهائي | يوري شيبان     | أوكرانيا  | 39.279 | 18 آب / أغسطس | رقم أولمبي |

### الدراجات مضمار
| المسابقة           | جولة      | اسم               | الدولة          | الوقت    | تاريخ | سجل                   |
| ------------------ | --------- | ----------------- | --------------- | -------- | ----- | --------------------- |
| مطاردة فرق - سيدات | تأهيل     | بريطانيا العظمى   | بريطانيا العظمى | 4:13.260 | 11 آب | رقم أولمبي, رقم عالمي |
| سريع فرق - رجال    | تأهيل     | بريطانيا العظمى   | بريطانيا العظمى | 42.562   | 11 آب | رقم أولمبي            |
| سريع فرق - رجال    | جولة أولى | نيوزيلاندا        | نيوزيلندا       | 42.535   | 11 آب | رقم أولمبي            |
| سريع فرق - رجال    | النهائي   | بريطانيا العظمى   | بريطانيا العظمى | 42.440   | 11 آب | رقم أولمبي            |
| سريع فردي - الرجال | تأهيل     | جيسون كيني        | بريطانيا العظمى | 9.551    | 12 آب | رقم أولمبي            |
| سريع فرق - سيدات   | تأهيل     | الصين             | الصين           | 32.305   | 12 آب | رقم أولمبي            |
| سريع فرق - سيدات   | جولة أولى | الصين             | الصين           | 31.928   | 12 آب | رقم أولمبي, رقم عالمي |
| مطاردة فرق - رجال  | جولة أولى | بريطانيا العظمى   | بريطانيا العظمى | 3:50.570 | 12 آب | رقم أولمبي, رقم عالمي |
| مطاردة فرق - رجال  | النهائي   | بريطانيا العظمى   | بريطانيا العظمى | 3:50.265 | 12 آب | رقم أولمبي, رقم عالمي |
| مطاردة فرق - سيدات | جولة أولى | بريطانيا العظمى   | بريطانيا العظمى | 4:12.152 | 13 آب | رقم أولمبي, رقم عالمي |
| مطاردة فرق - سيدات | النهائي   | بريطانيا العظمى   | بريطانيا العظمى | 4:10.236 | 13 آب | رقم أولمبي, رقم عالمي |
| مطاردة فردي - رجال | النهائي   | لاسي نورمان هانسن | الدنمارك        | 4:14.982 | 13 آب | رقم أولمبي            |

### الخماسي الحديث
| الحدث                   | جولة                  | اسم                | الدولة          | نقاط     | تاريخ         | سجل        |
| ----------------------- | --------------------- | ------------------ | --------------- | -------- | ------------- | ---------- |
| الخماسي الحديث - الرجال | المبارزة (ترتيب جولة) | أليكساندر ليسون    | روسيا           | 268      | 18 آب / أغسطس | رقم أولمبي |
| الخماسي الحديث - سيدات  | السباحة               | غولناز غوبايدولينا | روسيا           | 2:07:94  | 19 آب / أغسطس | رقم أولمبي |
| الخماسي الحديث - سيدات  | الجري/الرماية         | لورا أساداوسكايت   | ليتوانيا        | 12:01:01 | 19 آب / أغسطس | رقم أولمبي |
| الخماسي الحديث - رجال   | السباحة               | جيمس كوك           | بريطانيا العظمى | 1:55:60  | 20 آب / أغسطس | رقم أولمبي |

### التجديف
| الحدث               | جولة    | اسم           | الدولة    | الوقت   | تاريخ | سجل        |
| ------------------- | ------- | ------------- | --------- | ------- | ----- | ---------- |
| تجديف فردي - الرجال | النهائي | ماهي درايسدال | نيوزيلندا | 6:41.34 | 13 آب | رقم أولمبي |

### الرماية
| المسابقة                          | جولة    | اسم                            | الدولة                                                     | نقاط    | تاريخ | سجل        |
| --------------------------------- | ------- | ------------------------------ | ---------------------------------------------------------- | ------- | ----- | ---------- |
| 10 متر بندقية الهواء - سيدات      | تأهيل   | دو لي                          | الصين                                                      | 420.7   | 6 آب  | رقم أولمبي |
| 10 متر بندقية الهواء - سيدات      | النهائي | فرجينيا ثراشير                 | الولايات المتحدة                                           | 208.0   | 6 آب  | رقم أولمبي |
| 10 متر مسدس الهواء - الرجال       | النهائي | هوانغ شوان فينه                | فيتنام                                                     | 202.5   | 6 آب  | رقم أولمبي |
| 10 متر مسدس الهواء- سيدات         | النهائي | تشانغ منغكسو                   | الصين                                                      | 199.4   | 7 آب  | رقم أولمبي |
| 10 متر بندقية الهواء - الرجال     | تأهيل   | نيكولو كامبرياني               | إيطاليا                                                    | 630.2   | 8 آب  | رقم أولمبي |
| سكيت - الأطباق المزدوجة - الرجال  | تأهيل   | ماركوس سفنسون عبد الله الرشيدي | السويد الرياضيون الأولمبيون المستقلون في الألعاب الأولمبية | 123     | 12 آب | رقم أولمبي |
| 50 متر بندقية انبطاح - الرجال     | تأهيل   | سيرجي كامنسكي                  | روسيا                                                      | 629.0   | 12 آب | رقم أولمبي |
| 50 متر بندقية انبطاح - الرجال     | النهائي | هنري جونغانيل                  | ألمانيا                                                    | 209.5   | 12 آب | رقم أولمبي |
| 50 متر بندقية ثلاث أوضاع - الرجال | تأهيل   | سيرجي كامنسكي                  | روسيا                                                      | 1184-67 | 14 آب | رقم أولمبي |
| 50 متر بندقية ثلاث أوضاع - الرجال | النهائي | نيكولو كامبرياني               | إيطاليا                                                    | 458.8   | 14 آب | رقم أولمبي |

### السباحة

#### الرجال
| الفعالية                               | تاريخ | المرحلة     | اسم                                                                           | الدولة           | الوقت   | السجل | اليوم |
| -------------------------------------- | ----- | ----------- | ----------------------------------------------------------------------------- | ---------------- | ------- | ----- | ----- |
| 100 متر صدر - الرجال                   | 6 آب  | التصفيات    | آدم بيتي                                                                      | بريطانيا العظمى  | 57.55   | ر.ع   | 1     |
| 100 متر صدر - الرجال                   | 7 آب  | النهائي     | آدم بيتي                                                                      | بريطانيا العظمى  | 57.13   | ر.ع   | 2     |
| 100 متر ظهر - الرجال                   | 8 آب  | النهائي     | راين مورفي                                                                    | الولايات المتحدة | 51.97   | ر.ق.أ | 3     |
| 200 متر صدر - الرجال                   | 9 آب  | النصف نهائي | ايبي واتانابي                                                                 | اليابان          | 2:07.22 | ر.ق.أ | 4     |
| 100 متر فراشة - الرجال                 | 12 آب | النهائي     | جوزيف سكولينغ                                                                 | سنغافورة         | 50.39   | ر.ق.أ | 7     |
| 4 × 100 متر تتابع متنوع - الرجال (ظهر) | 13 آب | النهائي     | راين مورفي                                                                    | الولايات المتحدة | 51.85   | ر.ع   | 8     |
| 4 × 100 متر تتابع متنوع - الرجال       | 13 آب | النهائي     | راين مورفي (51.85) كودي ميلر (59.03) مايكل فيلبس (50.33) ناثان أدريان (46.74) | الولايات المتحدة | 3:27.95 | ر.ق.أ | 8     |

#### السيدات
| الفعالية                      | تاريخ | المرحلة     | اسم                                                                                   | الدولة           | الوقت   | السجل | اليوم |
| ----------------------------- | ----- | ----------- | ------------------------------------------------------------------------------------- | ---------------- | ------- | ----- | ----- |
| 4 × 100 متر حرة تتابع - سيدات | 6 آب  | التصفيات    | ماديسون ويلسون (54.11) بريتاني إلمسليي (53.22) برونتي كامبل (53.26) كيت كامبل (51.80) | أستراليا         | 3:32.39 | ر.ق.أ | 1     |
| 100 متر فراشة - سيدات         | 6 آب  | النصف نهائي | ساره سيوستروم                                                                         | السويد           | 55.84   | ر.ق.أ | 1     |
| 400 متر فردي متنوع - سيدات    | 6 آب  | النهائي     | كاتينكا هوسو                                                                          | المجر            | 4:26.36 | ر.ع   | 1     |
| 4 × 100 متر حرة تتابع - سيدات | 6 آب  | النهائي     | إيما مكيون (53.41) بريتاني إلمسليي (53.12) برونتي كامبل (52.15) كيت كامبل (51.97)     | أستراليا         | 3:30.65 | ر.ع   | 1     |
| 400 متر حرة - سيدات           | 7 آب  | التصفيات    | كاتي ليدكي                                                                            | الولايات المتحدة | 3:58.71 | ر.ق.أ | 2     |
| 100 متر فراشة - سيدات         | 7 آب  | النهائي     | ساره سيوستروم                                                                         | السويد           | 55.48   | ر.ع   | 2     |
| 400 متر حرة - سيدات           | 7 آب  | النهائي     | كاتي ليدكي                                                                            | الولايات المتحدة | 3:56.46 | ر.ع   | 2     |
| 200 متر فردي متنوع - سيدات    | 8 آب  | التصفيات    | كاتينكا هوسو                                                                          | المجر            | 2:07.45 | ر.ق.أ | 3     |
| 100 متر صدر - سيدات           | 8 آب  | النهائي     | ليلي كينغ                                                                             | الولايات المتحدة | 1:04.93 | ر.ق.أ | 3     |
| 200 متر فردي متنوع - سيدات    | 9 آب  | النهائي     | كاتينكا هوسو                                                                          | المجر            | 2:06.58 | ر.ق.أ | 4     |
| 100 متر حرة - سيدات           | 10 آب | التصفيات    | كيت كامبل                                                                             | أستراليا         | 52.78   | ر.ق.أ | 5     |
| 100 متر حرة - سيدات           | 10 آب | النصف نهائي | كيت كامبل                                                                             | أستراليا         | 52.71   | ر.ق.أ | 5     |
| 800 متر حرة- سيدات            | 11 آب | التصفيات    | كاتي ليدكي                                                                            | الولايات المتحدة | 8:12.86 | ر.ق.أ | 6     |
| 100 متر حرة - سيدات           | 11 آب | النهائي     | سيمون مانويل                                                                          | الولايات المتحدة | 52.70   | ر.ق.أ | 6     |
| 100 متر حرة - سيدات           | 11 آب | النهائي     | بيني أوليكسياك                                                                        | كندا             | 52.70   | ر.ق.أ | 6     |
| 800 متر حرة - سيدات           | 12 آب | النهائي     | كاتي ليدكي                                                                            | الولايات المتحدة | 8:04.79 | ر.ع   | 7     |

### رفع الاثقال

#### الرجال
| المسابقة        | تاريخ | جولة  | اسم               | الدولةality | Weight  | Recرقم أولمبيd |
| --------------- | ----- | ----- | ----------------- | ----------- | ------- | -------------- |
| الرجال 56كلغ    | 7 آب  | نتر   | لونغ تشينغ تشيوان | الصين       | 170 كلغ | رقم أولمبي     |
| الرجال 56كلغ    | 7 آب  | مجموع | لونغ تشينغ تشيوان | الصين       | 307 كلغ | رقم عالمي      |
| الرجال 77كلغ    | 10 آب | خطف   | لو زياوجون        | الصين       | 177 كلغ | رقم عالمي      |
| الرجال 77كلغ    | 10 آب | نتر   | نجات رحيموف       | كازاخستان   | 214 كلغ | رقم عالمي      |
| الرجال 85كلغ    | 12 آب | نتر   | تيان تاو          | الصين       | 217 كلغ | رقم أولمبي     |
| الرجال 85كلغ    | 12 آب | مجموع | كيانوش روستامي    | إيران       | 396 كلغ | رقم عالمي      |
| الرجال 105 كلغ  | 16 آب | نتر   | رسلان نورودينوف   | أوزبكستان   | 237 كلغ | رقم أولمبي     |
| الرجال +105 كلغ | 16 آب | خطف   | بهداد سليمي       | إيران       | 216 كلغ | رقم عالمي      |
| الرجال +105 كلغ | 16 آب | مجموع | لاشا تالاخادز     | جورجيا      | 473 كلغ | رقم عالمي      |

#### سيدات
| الحدث         | تاريخ        | جولة        | اسم              | الجنسية | الوزن             | سجل        |
| ------------- | ------------ | ----------- | ---------------- | ------- | ----------------- | ---------- |
| المرأة 53 كجم | 7 آب / أغسطس | خطف         | لي ياجون         | الصين   | 101 كجم           | رقم أولمبي |
| المرأة 58كلغ  | 8 آب / أغسطس | خطف         | سوكانيا سريسورات | تايلاند | 110 كجم           | رقم أولمبي |
| المرأة 63كلغ  | 9 آب / أغسطس | نتر \ مجموع | دنغ وي           | الصين   | 147 كجم \ 262 كجم | رقم عالمي  |

## سجلات العالم مجموعة من تاريخ
| تاريخ      | المسابقة                              | Athlete                                           | الدولة           | السجل                                                                                    | مصدر  |
| ---------- | ------------------------------------- | ------------------------------------------------- | ---------------- | ---------------------------------------------------------------------------------------- | ----- |
| 5 آب 2016  | النبالة فردي - الرجال                 | كيم وو جين                                        | كوريا الجنوبية   | وسجل رقما قياسيا عالميا يبلغ 700 في جولة الترتيب                                         | [ 1 ] |
| 6 آب 2016  | السباحة 100 متر صدر - الرجال          | آدم بيتي                                          | بريطانيا العظمى  | سجل رقم قياسي عالمي بوقت 57.55 في مرحلة التصفيات                                         | [ 2 ] |
| 6 آب 2016  | السباحة 400 متر فردي متنوع - سيدات    | كاتينكا هوسو                                      | المجر            | سجل رقم قياسي عالمي بوقت 4:26.36 في النهائي                                              |       |
| 6 آب 2016  | السباحة 4 × 100 متر تتابع حرة - سيدات | إيما مكيون بريتاني إلمسليي برونتي كامبل كيت كامبل | أستراليا         | سجل رقم قياسي عالمي بوقت 3:30.65 في النهائي                                              |       |
| 7 آب 2016  | السباحة 100 متر صدر – الرجال          | آدم بيتي                                          | بريطانيا العظمى  | سجل رقم قياسي عالمي بوقت 57.13 في النهائي                                                | [ 1 ] |
| 7 آب 2016  | السباحة 100 متر فراشة – سيدات         | ساره سيوستروم                                     | السويد           | سجل رقم قياسي عالمي بوقت 55.48 في النهائي                                                |       |
| 7 آب 2016  | السباحة 400 متر حرة – سيدات           | كاتي ليدكي                                        | الولايات المتحدة | سجل رقم قياسي عالمي بوقت 3:56.46 في النهائي                                              |       |
| 7 آب 2016  | رفع الاثقال 56 كلغ – الرجال           | لونغ تشينغ تشيوان                                 | الصين            | سجل رقم قياسي عالمي مجموع الرفع البالغ 307 كلغ                                           | [ 3 ] |
| 9 آب 2016  | رفع الاثقال 63 كلغ – سيدات            | دنغ وي                                            | الصين            | سجل رقم قياسي عالمي في النتر برفع 147 كلغ سجل رقم قياسي عالمي مجموع الرفع البالغ 262 كلغ |       |
| 10 آب 2016 | رفع الاثقال 77 كلغ – الرجال           | لو زياوجون                                        | الصين            | سجل رقم قياسي عالمي رفعة الخطف البالغ 177 كلغ                                            |       |
| 10 آب 2016 | رفع الاثقال 77 كلغ – الرجال           | نجات رحيموف                                       | كازاخستان        | سجل رقم قياسي عالمي برفعة النتر البالغ 214 كلغ                                           |       |
| 11 آب 2016 | الدراجات مطاردة فرق – سيدات           | كاتي أرشيبالد لورا تروت إلينور باركر جوانا روسيل  | بريطانيا العظمى  | سجل رقم قياسي عالمي بوقت 4:13.260 في مرحلة التصفيات                                      |       |
| 12 آب 2016 | الدراجات سريع فرق – سيدات             | غونغ جينجي تشونغ تيانشي                           | الصين            | سجل رقم قياسي عالمي بوقت 31.928 في جولة أولى                                             |       |
| 12 آب 2016 | الدراجات مطاردة فرق – رجال            | إد كلانسي ستيفن بيرك أوين دول برادلي ويغينز       | بريطانيا العظمى  | سجل رقم قياسي عالمي بوقت 3:50.570 في جولة أولى                                           |       |
| 12 آب 2016 | الدراجات مطاردة فرق – رجال            | إد كلانسي ستيفن بيرك أوين دول برادلي ويغينز       | بريطانيا العظمى  | سجل رقم قياسي عالمي بوقت 3:50.265 في النهائي                                             |       |
| 12 آب 2016 | ألعاب القوى 10,000 متر – سيدات        | ألماز أيانا                                       | إثيوبيا          | سجل رقم قياسي عالمي بوقت 29:17.45 في النهائي                                             |       |
| 12 آب 2016 | رفع الاثقال 85 كلغ – الرجال           | كيانوش روستامي                                    | إيران            | سجل رقم قياسي عالمي بمجموع رفع اثقال بلغ 396 كلغ                                         |       |
| 12 آب 2016 | السباحة800 متر حرة – سيدات            | كاتي ليدكي                                        | الولايات المتحدة | سجل رقم قياسي عالمي بوقت 8:04.79 في النهائي                                              |       |
| 14 آب 2016 | ألعاب القوى 400 متر - الرجال          | وايد فان نيكيرك                                   | جنوب إفريقيا     | سجل رقم قياسي عالمي بوقت 43.03 في النهائي                                                |       |
| 15 آب 2016 | ألعاب القوى رمي المطرقة - سيدات       | أنيتا ولدريزتش                                    | بولندا           | سجل رقم قياسي عالمي لمسافة 82.29 متر في النهائي                                          |       |
| 16 آب 2016 | رفع الاثقال +105 كلغ - الرجال         | لاشا تالاخادز                                     | جورجيا           | سجل رقم قياسي عالمي في رفعة خطف بوزن 215 كلغ                                             | [ 4 ] |
| 16 آب 2016 | رفع الاثقال +105 كلغ - الرجال         | بهداد سليمي                                       | إيران            | سجل رقم قياسي عالمي في رفعة خطف بوزن 216 كلغ                                             |       |
| 16 آب 2016 | رفع الاثقال +105 كلغ - الرجال         | لاشا تالاخادز                                     | جورجيا           | سجل رقم قياسي عالمي في مجموع الرفعات بوزن 473 كلغ                                        |       |